# Bissu

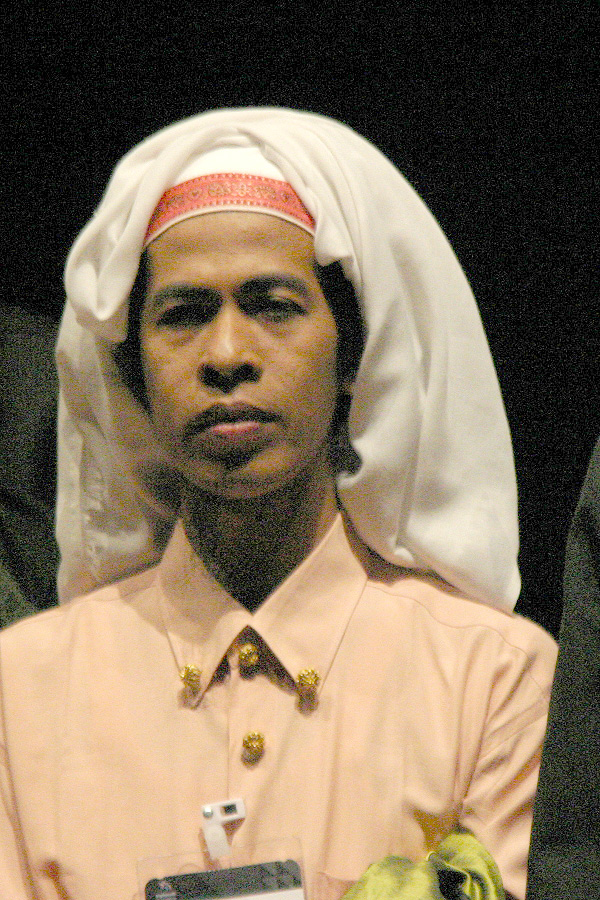
Le bissu Puang Matoa.

Les Bissus sont une catégorie de personnes au sein de la société des Bugis du Sulawesi du Sud en Indonésie, qui ne correspondent ni à un genre masculin ni féminin.

## Description
Parfois intersexes, dans d'autres cas simplement travestis, seuls les bissu peuvent être les intermédiaires entre les hommes et les dieux. Selon la croyance de cette religion, les bissu étant les intermédiaires entre les deux mondes, ils se doivent de réunir les deux sexes opposés,. C'est en particulier aux bissu que revient la charge de diriger les rites princiers.
Selon Sharyn Graham, chercheuse à l'université d'Australie-Occidentale à Perth, un bissu ne saurait être considéré comme un travesti, ne serait-ce que parce qu'il ne porte pas des vêtements du sexe opposé mais des costumes qui lui sont propres. Graham, qui rappelle que dans la croyance traditionnelle des Bugis, il n'y a pas deux mais cinq genres (féminin, gynandre, hermaphrodite ou transcendant (Bissu), androgyne et masculin), estime qu'un bissu devrait plutôt être considéré comme une combinaison de tous les sexes.
Les bissu sont reconnus comme un genre à part (en tant que méta-genre) par l'administration indonésienne.
L'existence des bissu dès le milieu du XVIe siècle est attestée par une lettre d'un voyageur portugais, Antonio de Paiva, datée de 1545.
Les bissu sont établis dans quatre régions : Pangkajene, Bone, Soppeng et Wajo. Ils sont peu nombreux : quatre ou cinq en 1976 ; sans doute moins de vingt en 2006. Des bissu ont été assassinés lors de la rébellion de Kahar Muzakar dans les années 1960.
Les bissu sont des prêtres qui vivent parfois en confrérie très hiérarchisée. Le Puang Matoa est au sommet de la hiérarchie ; le Puang Lolo, le deuxième rang ; les ana' bissu, le troisième rang.
Les bissus parlent un langage secret qui leur est propre : le basa to ri langi (« langage des gens du ciel ») ou basa déwata (« langage des dieux »). Ils sont les détenteurs de récits ésotériques qui sont réservés aux seuls initiés.
En 2006, un groupe de bissu est venu à Paris pour exécuter une cérémonie, pour la première fois hors d'Indonésie,.